# 懐慶路

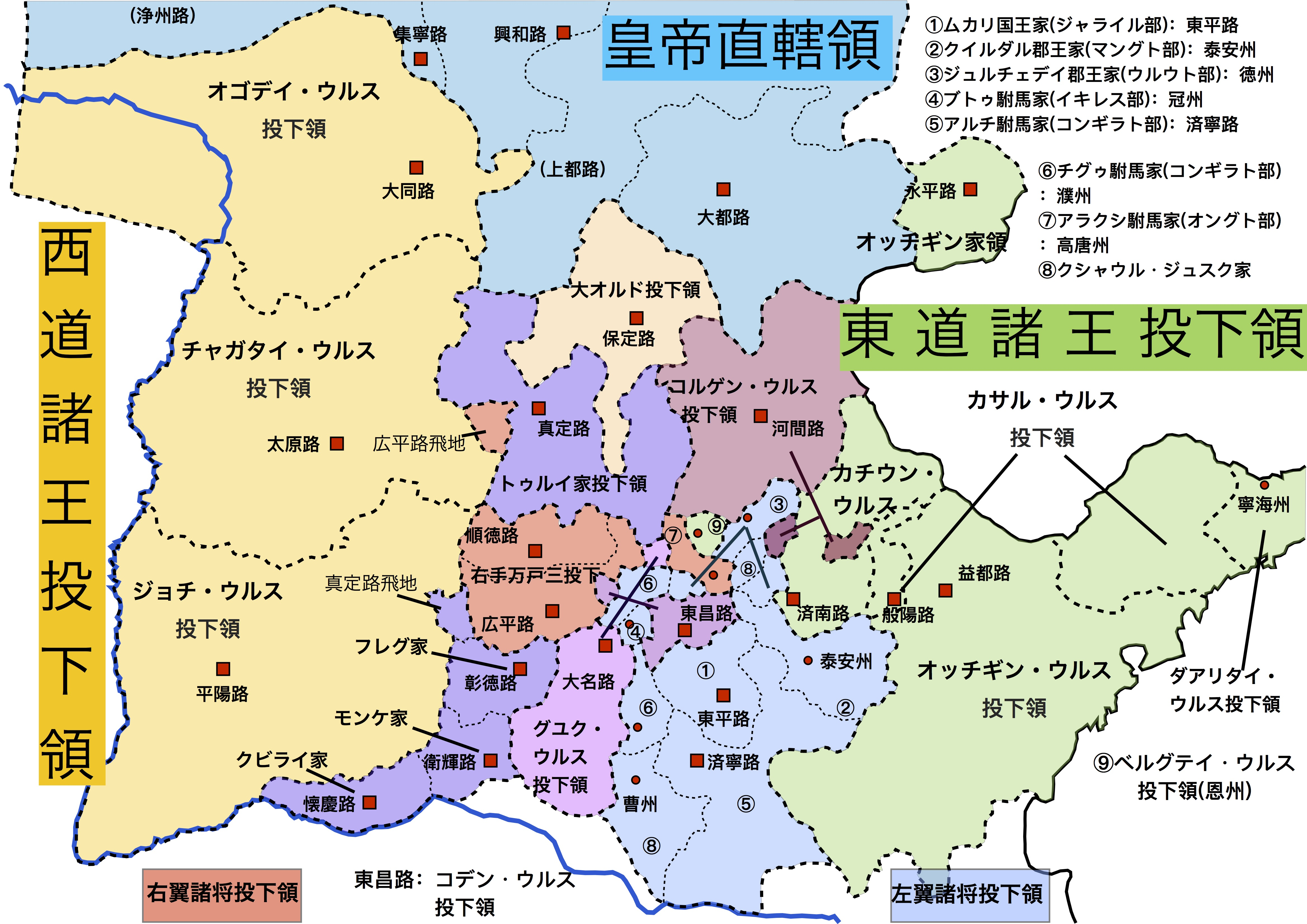
モンゴル時代の華北投下領。懐慶路は下部に位置する。

懐慶路（かいけいろ）は、中国にかつて存在した路。モンゴル帝国および大元ウルスの時代に現在の河南省西北部一帯に設置された。治所は河内県で、大元ウルスの行政上は中書省に直属する地域（腹裏/コルン・ウルス）であった。
旧名を懐孟路と言い、モンゴル帝国第5代皇帝クビライを始祖とするクビライ王家の投下領であった。

## 歴史
唐代の懐州を前身とする。第4代皇帝モンケの治世の6年目（1256年）に懐州・孟州がモンケの弟のクビライの「湯沐邑（＝投下領）」と定められ、翌1257年にはこの2州を元に懐孟路総管府が設置された。モンケの死後、クビライが帝位継承戦争に勝利し正式に第5代皇帝となると、1264年（至元元年）には一時懐孟路と彰徳路は統合されたが、翌1265年（至元2年）には再び懐孟路は独立した路とされた。
クビライの死後即位したオルジェイトゥ・カアン（成宗テムル）は柔弱な人柄で治世の後半は皇后のブルガンが政事の実権を握っていた。ブルガンはオルジェイトゥ・カアンの兄で既に亡くなったダルマバラの妻のダギとその子のカイシャン・アユルバルワダ兄弟を次の帝位を狙う脅威と見て冷遇し、ダギとアユルバルワダ母子は懐州（懐孟路）に移された。オルジェイトゥ・カアンの死後、ブルガンは安西王アナンダを擁立することで権勢を保とうとしたが、ダギとアユルバルワダらによるクーデターを受けて失脚し、最終的にアユルバルワダの兄のカイシャンが新たなカアンとなった。カイシャン（武宗クルク・カアン）・アユルバルワダ（仁宗ブヤント・カアン）を経てシデバラがゲゲーン・カアンとして即位すると、亡父がかつて懐州に居住していたことを記念して即位直後の1320年（延祐7年）に懐孟路は懐慶路と改められた。
朱元璋による明朝の建国後、懐慶路は懐慶府と改められた。

## 管轄州県
懐慶路には録事司、6県（内3県が路の直轄）、1州が設置されていた。

### 3県
- 河内県
- 修武県
- 武陟県

### 1州
- 孟州…河陽県・済源県・温県を管轄する[3]